# Salmo 78
El salmo 78  es, según la numeración hebrea, el  septuagésimo octavo salmo del Libro de los salmos de la Biblia. Corresponde al salmo 77 según la numeración de la Biblia Septuaginta griega, empleada también en la Vulgata latina. Por este motivo, recogiendo la doble numeración, a este salmo también se le refiere como el salmo 78 (77).
Es uno de los 12 Salmos de Asaf y se describe como un " maskil ".  Es el segundo salmo más largo, con 72 versos: el Salmo 119 tiene 176 versos. La Nueva Biblia Americana, Edición Revisada la titula "un nuevo comienzo en Sion y David ".

## Contenido
El salmo ofrece un panorama histórico de la historia de Israel desde la época en Egipto hasta la llegada de David al gobierno, pero el objetivo no es contar la historia. Más bien, como se indica en los primeros cuatro versículos, el salmo está destinado a servir como instrucción. Los actos tradicionales de Dios sirven para revelar lecciones de la historia en beneficio del oyente. Versículos 5-11 representan una especie de segunda introducción: primero nos recuerda la revelación de la ley, pero luego enfatiza la importancia de transmitir estos mandamientos. Los versículos 12–64 luego tratan de las obras de Dios durante el éxodo de Egipto , la conquista y el tiempo de los jueces.así como el comportamiento de las personas que repetidamente han roto su lealtad (por ejemplo, a través de la idolatría ). Los últimos versículos tratan de las victorias de Saúl y David y de la elección de Jerusalén en lugar de Silo (esto se refiere en el versículo 67 con las tiendas de José, ya que Silo estaba en el territorio de la tribu de José ) y Judas en el lugar. del reino del norte de Israel (Efraín significa pars pro toto para todo el reino del norte).
La consideración del pasado con miras a la culpabilidad de las personas que en él trabajaban se practicó especialmente en el tiempo del exilio para comprender el sufrimiento del presente desde el punto de vista de la culpa del pasado.

## Descripción
El Salmo 78 generalmente se conoce como un himno histórico junto con 105 y 106 , y en la parte 77 . Algunos de los versículos describen el pasado como un misterio (versículo 2), que ha sido escondido u olvidado ( שׁכח versículos 7 y 11), pero ahora debe recordarse nuevamente ( זכר versículos 35, 39 y 42) y darse a conocer ( ספר versículo 3, 4; conocimiento versículos 5, 6). Las generaciones anteriores se presentan como una familia obstinada y rebelde (descrita en detalle en los versículos 8-41). Ellos son los culpables de los accidentes que han ocurrido (versículos 56-64), especialmente la destrucción del santuario en Silo.(versículo 60). Las capas del salmo representan, por tanto, el deseo de llevar a cabo reformas religiosas y políticas. En consecuencia, el Salmo es un poema doctrinal y no una oración (como también sugiere el título). También se ha argumentado que la calidad literaria del Salmo 78 es relativamente débil en comparación con otros himnos. El significado especial de este texto radica en la visión que proporciona de la historia, y más aún en la visión de la historia en los círculos de autores.
El Salmo 78 reúne varias de las tradiciones más antiguas en una unidad que probablemente no sea original. David se describe en términos que encajarían mejor con Moisés . David es el siervo de Yahvé , quien guía a Israel como un pastor guía a su rebaño (versículos 70-72). Se puede decir que el Salmo 78 de una manera especial une las tradiciones del profeta israelita del norte con las tradiciones del sur de Israel.
La tradición masorética marca el Salmo 78:36 como el versículo central del libro de los Salmos. En el margen del Códice de Leningrado dice "a mitad de la escritura" (la mitad del libro ).

## Estructura del Salmo
Algunos dividen el salmo en siete partes:
| Parte        | Versos                                                                      | título                |
| ------------ | --------------------------------------------------------------------------- | --------------------- |
| Parte uno    | Apertura sabia: hay que aprender de la historia sobre el presente.          | A - H                 |
| Parte dos    | El pecado y el fracaso de los efraimitas                                    | IX - XI               |
| Parte tres   | Los milagros de Dios, el pecado y el castigo de los hijos de Israel         | Duodécimo - duodécimo |
| Parte cuatro | La gracia de Dios para su pueblo a pesar del pecado de los hijos de Israel. | Retraso - MA          |
| Parte cinco  | Los milagros de Dios en Egipto y a punto de entrar en la tierra             | MB - NA               |
| Parte seis   | El pecado de Efraín y su castigo: la pérdida del reino del norte            | N.W. - S.Z.           |
| Parte siete  | La elección de Dios en la casa de David y en el reino de Judá               | SAH - AB              |

## Texto
- Textos de la fuente principal: Texto masorético , Septuaginta y Rollos del Mar Muerto .
- Este artículo consta de 72 párrafos.
- En la versión Nueva Traducción de la Sociedad Bíblica de Indonesia , este salmo se titula "Lecciones de la historia".[17]

La siguiente tabla muestra el texto en hebreo del salmo con vocales, junto con el texto en griego koiné en la Septuaginta y la traducción al español de la Biblia del Rey Jacobo. Tenga en cuenta que el significado puede diferir ligeramente entre estas versiones, ya que la Septuaginta y el texto masorético provienen de tradiciones textuales diferentes. En la Septuaginta, este salmo está numerado como Salmo 77.
| #  | Hebreo                                                                 | Español | Griego |
| -- | ---------------------------------------------------------------------- | --- | --- |
| 1  | מַשְׂכִּ֗יל לְאָ֫סָ֥ף הַאֲזִ֣ינָה עַ֭מִּי תּוֹרָתִ֑י הַטּ֥וּ אׇ֝זְנְכֶ֗ם לְאִמְרֵי־פִֽי׃                        | (Maschil de Asaf.) Escucha, pueblo mío, mi ley; inclina tu oído a las palabras de mi boca.                                                               | Συνέσεως τῷ ᾿Ασάφ. - ΠΡΟΣΕΧΕΤΕ, λαός μου, τῷ νόμῳ μου, κλίνατε τὸ οὖς ὑμῶν εἰς τὰ ῥήματα τοῦ στόματός μου·                                                                 |
| 2  | אֶפְתְּחָ֣ה בְמָשָׁ֣ל פִּ֑י אַבִּ֥יעָה חִ֝יד֗וֹת מִנִּי־קֶֽדֶם׃                                     | Abriré mi boca en parábolas; pronunciaré enigmas antiguos.                                                                                               | ἀνοίξω ἐν παραβολαῖς τὸ στόμα μου, φθέγξομαι προβλήματα ἀπ᾿ ἀρχῆς. |
| 3  | אֲשֶׁ֣ר שָׁ֭מַעְנוּ וַנֵּדָעֵ֑ם וַ֝אֲבוֹתֵ֗ינוּ סִפְּרוּ־לָֽנוּ׃                                     | Lo que hemos oído y conocido, y nuestros padres nos han contado.                                                                                         | ὅσα ἠκούσαμεν καὶ ἔγνωμεν αὐτὰ καὶ οἱ πατέρες ἡμῶν διηγήσαντο ἡμῖν, |
| 4  | לֹ֤א נְכַחֵ֨ד ׀ מִבְּנֵיהֶ֗ם לְד֥וֹר אַחֲר֗וֹן מְֽ֭סַפְּרִים תְּהִלּ֣וֹת יְהֹוָ֑ה וֶעֱזוּז֥וֹ וְ֝נִפְלְאֹתָ֗יו אֲשֶׁ֣ר עָשָֽׂה׃ | No las ocultaremos a sus hijos, mostrando a la generación venidera las alabanzas del Señor, y su poder, y sus maravillosas obras que ha hecho.           | οὐκ ἐκρύβη ἀπὸ τῶν τέκνων αὐτῶν εἰς γενεὰν ἑτέραν, ἀπαγγέλλοντες τὰς αἰνέσεις Κυρίου καὶ τὰς δυναστείας αὐτοῦ καὶ τὰ θαυμάσια αὐτοῦ, ἃ ἐποίησε.                            |
| 5  | וַיָּ֤קֶם עֵד֨וּת ׀ בְּֽיַעֲקֹ֗ב וְתוֹרָה֮ שָׂ֤ם בְּיִשְׂרָ֫אֵ֥ל אֲשֶׁ֣ר צִ֭וָּה אֶת־אֲבוֹתֵ֑ינוּ לְ֝הוֹדִיעָ֗ם לִבְנֵיהֶֽם׃   | Porque él estableció un testimonio en Jacob, y puso una ley en Israel, que mandó a nuestros padres que enseñaran a sus hijos:                            | καὶ ἀνέστησε μαρτύριον ἐν ᾿Ιακὼβ καὶ νόμον ἔθετο ἐν ᾿Ισραήλ, ὅσα ἐνετείλατο τοῖς πατράσιν ἡμῶν τοῦ γνωρίσαι αὐτὰ τοῖς υἱοῖς αὐτῶν,                                         |
| 6  | לְמַ֤עַן יֵדְע֨וּ ׀ דּ֣וֹר אַ֭חֲרוֹן בָּנִ֣ים יִוָּלֵ֑דוּ יָ֝קֻ֗מוּ וִיסַפְּר֥וּ לִבְנֵיהֶֽם׃                   | Para que la generación venidera los conozca, incluso los niños que aún no han nacido; quienes se levantarán y los declararán a sus hijos:                | ὅπως ἂν γνῷ γενεὰ ἑτέρα, υἱοὶ οἱ τεχθησόμενοι, καὶ ἀναστήσονται καὶ ἀπαγγελοῦσιν αὐτὰ τοῖς υἱοῖς αὐτῶν·                                                                    |
| 7  | וְיָשִׂ֥ימוּ בֵאלֹהִ֗ים כִּ֫סְלָ֥ם וְלֹ֣א יִ֭שְׁכְּחוּ מַ֥עַלְלֵי־אֵ֑ל וּמִצְוֺתָ֥יו יִנְצֹֽרוּ׃                   | Para que pongan su esperanza en Dios, y no olviden las obras de Dios, sino que guarden sus mandamientos:                                                 | ἵνα θῶνται ἐπὶ τὸν Θεὸν τὴν ἐλπίδα αὐτῶν καὶ μὴ ἐπιλάθωνται τῶν ἔργων τοῦ Θεοῦ καὶ τὰς ἐντολὰς αὐτοῦ ἐκζητήσωσιν·                                                          |
| 8  | וְלֹ֤א יִהְי֨וּ ׀ כַּאֲבוֹתָ֗ם דּוֹר֮ סוֹרֵ֢ר וּמֹ֫רֶ֥ה דּ֭וֹר לֹא־הֵכִ֣ין לִבּ֑וֹ וְלֹֽא־נֶאֶמְנָ֖ה אֶת־אֵ֣ל רוּחֽוֹ׃  | Y no sean como sus padres, una generación obstinada y rebelde; una generación que no puso su corazón en lo recto, y cuyo espíritu no fue firme con Dios. | ἵνα μὴ γένωνται ὡς οἱ πατέρες αὐτῶν, genea skolia kai parapikraínousa, geneá, ἥτις oú katéuthyne tén kardia tén heautés kai ouk epistothé métá tou Theou tón pneúma autés. |
| 9  | בְּֽנֵי־אֶפְרַ֗יִם נוֹשְׁקֵ֥י רֽוֹמֵי־קָ֑שֶׁת הָ֝פְכ֗וּ בְּי֣וֹם קְרָֽב׃                                | Los hijos de Efraín, armados y portando arcos, dieron media vuelta en el día de la batalla.                                                              | υἱοὶ ᾿Εφραὶμ ἐντείνοντες καὶ βάλλοντες τόξοις ἐστράφησαν ἐν ἡμέρᾳ πολέμου.                                                                                                 |
| 10 | לֹ֣א שָׁ֭מְרוּ בְּרִ֣ית אֱלֹהִ֑ים וּ֝בְתוֹרָת֗וֹ מֵאֲנ֥וּ לָלֶֽכֶת׃                                  | No guardaron el pacto de Dios, y se negaron a andar en su ley;                                                                                           | οὐκ ἐφύλαξαν τὴν διαθήκην τοῦ Θεοῦ καὶ ἐν τῷ νόμῳ αὐτοῦ οὐκ ἠβουλήθησαν πορεύεσθαι.                                                                                        |
| 11 | וַיִּשְׁכְּח֥וּ עֲלִילוֹתָ֑יו וְ֝נִפְלְאוֹתָ֗יו אֲשֶׁ֣ר הֶרְאָֽם׃                                    | Y olvidaron sus obras y las maravillas que les había mostrado.                                                                                           | καὶ ἐπελάθοντο τῶν εὐεργεσιῶν αὐτοῦ καὶ τῶν θαυμασίων αὐτοῦ, ὧν ἔδειξεν αὐτοῖς,                                                                                            |
| 12 | נֶ֣גֶד אֲ֭בוֹתָם עָ֣שָׂה פֶ֑לֶא בְּאֶ֖רֶץ מִצְרַ֣יִם שְׂדֵה־צֹֽעַן׃                                  | Hizo cosas maravillosas ante los ojos de sus padres, en la tierra de Egipto, en el campo de Zoán.                                                        | ἐναντίον τῶν πατέρων αὐτῶν ἃ ἐποίησε θαυμάσια ἐν γῇ Αἰγύπτῳ, ἐν πεδίῳ Τάνεως.                                                                                              |
| 13 | בָּ֣קַע יָ֭ם וַיַּעֲבִירֵ֑ם וַֽיַּצֶּב־מַ֥יִם כְּמוֹ־נֵֽד׃                                        | Dividió el mar y les hizo pasar; e hizo que las aguas se amontonaran como un montón.                                                                     | διέρρηξε θάλασσαν καὶ διήγαγεν αὐτούς, παρέστησεν ὕδατα ὡσεὶ ἀσκὸν |
| 14 | וַיַּנְחֵ֣ם בֶּעָנָ֣ן יוֹמָ֑ם וְכׇל־הַ֝לַּ֗יְלָה בְּא֣וֹר אֵֽשׁ׃                                     | Durante el día los guiaba con una nube, y durante toda la noche con una luz de fuego.                                                                    | καὶ ὡδήγησεν αὐτοὺς ἐν νεφέλῃ ἡμέρας καὶ ὅλην τὴν νύκτα ἐν φωτισμῷ πυρός.                                                                                                  |
| 15 | יְבַקַּ֣ע צֻ֭רִים בַּמִּדְבָּ֑ר וַ֝יַּ֗שְׁקְ כִּתְהֹמ֥וֹת רַבָּֽה׃                                       | Partió las rocas en el desierto y les dio de beber como de las grandes profundidades.                                                                    | διέρρηξε πέτραν ἐν ἐρήμῳ καὶ ἐπότισεν αὐτοὺς ὡς ἐν ἀβύσσῳ πολλῇ |
| 16 | וַיּוֹצִ֣א נוֹזְלִ֣ים מִסָּ֑לַע וַיּ֖וֹרֶד כַּנְּהָר֣וֹת מָֽיִם׃                                    | Sacó también arroyos de la roca, e hizo correr las aguas como ríos.                                                                                      | καὶ ἐξήγαγεν ὕδωρ ἐκ πέτρας καὶ κατήγαγεν ὡς ποταμοὺς ὕδατα. |
| 17 | וַיּוֹסִ֣יפוּ ע֭וֹד לַחֲטֹא־ל֑וֹ לַֽמְר֥וֹת עֶ֝לְי֗וֹן בַּצִּיָּֽה׃                                  | Y pecaron aún más contra él, provocando al Altísimo en el desierto.                                                                                      | καὶ προσέθεντο ἔτι τοῦ ἁμαρτάνειν αὐτῷ, παρεπίκραναν τὸν ῞Υψιστον ἐν ἀνούδρῳ                                                                                               |
| 18 | וַיְנַסּוּ־אֵ֥ל בִּלְבָבָ֑ם לִֽשְׁאׇל־אֹ֥כֶל לְנַפְשָֽׁם׃                                         | Y tentaron a Dios en su corazón, pidiendo comida para satisfacer sus deseos.                                                                             | καὶ ἐξεπείρασαν τὸν Θεὸν ἐν ταῖς καρδίαις αὐτῶν, τοῦ αἰτῆσαι βρώματα ταῖς ψυχαῖς αὐτῶν                                                                                     |
| 19 | וַֽיְדַבְּר֗וּ בֵּאלֹ֫הִ֥ים אָ֭מְרוּ הֲי֣וּכַל אֵ֑ל לַעֲרֹ֥ךְ שֻׁ֝לְחָ֗ן בַּמִּדְבָּֽר׃                           | Sí, hablaron contra Dios; dijeron: «¿Acaso Dios puede preparar una mesa en el desierto?».                                                                | καὶ κατελάλησαν τοῦ Θεοῦ καὶ εἶπαν· μὴ δυνήσεται ὁ Θεὸς ἑτοιμάσαι τράπεζαν ἐν ἐρήμῳ;                                                                                       |
| 20 | הֵ֤ן הִכָּה־צ֨וּר ׀ וַיָּז֣וּבוּ מַיִם֮ וּנְחָלִ֢ים יִ֫שְׁטֹ֥פוּ הֲגַם־לֶ֭חֶם י֣וּכַל תֵּ֑ת אִם־יָכִ֖ין שְׁאֵ֣ר לְעַמּֽוֹ׃ | He aquí, él golpeó la roca, y brotaron las aguas, y los arroyos se desbordaron; ¿podrá también dar pan? ¿Podrá proveer carne para su pueblo?             | ἐπεὶ ἐπάταξε πέτραν καὶ ἐρρύησαν ὕδατα καὶ χείμαρροι κατεκλύσθησαν, μὴ καὶ ἄρτον δύναται δοῦναι ἢ ἑτοιμάσαι τράπεζαν τῷ λαῷ αὐτοῦ;                                         |
| 21 | לָכֵ֤ן ׀ שָׁמַ֥ע יְהֹוָ֗ה וַֽיִּתְעַ֫בָּ֥ר וְ֭אֵשׁ נִשְּׂקָ֣ה בְיַעֲקֹ֑ב וְגַם־אַ֝֗ף עָלָ֥ה בְיִשְׂרָאֵֽל׃                | Por lo tanto, el Señor oyó esto y se enojó, y se encendió un fuego contra Jacob, y también se encendió la ira contra Israel.                             | διὰ τοῦτο ἤκουσε Κύριος καὶ ἀνεβάλετο, καὶ πῦρ ἀνήφθη ἐν ᾿Ιακώβ, καὶ ὀργὴ ἀνέβη ἐπὶ τὸν ᾿Ισραήλ,                                                                           |
| 22 | כִּ֤י לֹ֣א הֶ֭אֱמִינוּ בֵּאלֹהִ֑ים וְלֹ֥א בָ֝טְח֗וּ בִּישֽׁוּעָתֽוֹ׃                                  | Porque no creyeron en Dios, ni confiaron en su salvación:                                                                                                | ὅτι οὐκ ἐπίστευσαν ἐν τῷ Θεῷ οὐδὲ ἤλπισαν ἐπὶ τὸ σωτήριον αὐτοῦ. |
| 23 | וַיְצַ֣ו שְׁחָקִ֣ים מִמָּ֑עַל וְדַלְתֵ֖י שָׁמַ֣יִם פָּתָֽח׃                                        | Aunque había ordenado a las nubes desde lo alto y había abierto las puertas del cielo,                                                                   | καὶ ἐνετείλατο νεφέλαις ὑπεράνωθεν καὶ θύρας οὐρανοῦ ἀνέῳξε |
| 24 | וַיַּמְטֵ֬ר עֲלֵיהֶ֣ם מָ֣ן לֶאֱכֹ֑ל וּדְגַן־שָׁ֝מַ֗יִם נָ֣תַן לָֽמוֹ׃                                 | Y les hizo llover maná para que comieran, y les dio el grano del cielo.                                                                                  | καὶ ἔβρεξεν αὐτοῖς μάννα φαγεῖν καὶ ἄρτον οὐρανοῦ ἔδωκεν αὐτοῖς· |
| 25 | לֶ֣חֶם אַ֭בִּירִים אָ֣כַל אִ֑ישׁ צֵידָ֬ה שָׁלַ֖ח לָהֶ֣ם לָשֹֽׂבַע׃                                  | El hombre comió el alimento de los ángeles: les envió carne en abundancia.                                                                               | ἄρτον ἀγγέλων ἔφαγεν ἄνθρωπος, ἐπισιτισμὸν ἀπέστειλεν αὐτοῖς εἰς πλησμονήν.                                                                                                |
| 26 | יַסַּ֣ע קָ֭דִים בַּשָּׁמָ֑יִם וַיְנַהֵ֖ג בְּעֻזּ֣וֹ תֵימָֽן׃                                        | Hizo soplar un viento del este en el cielo, y con su poder trajo el viento del sur.                                                                      | ἀπῇρε Νότον ἐξ οὐρανοῦ καὶ ἐπήγαγεν ἐν τῇ δυνάμει αὐτοῦ Λίβα |
| 27 | וַיַּמְטֵ֬ר עֲלֵיהֶ֣ם כֶּעָפָ֣ר שְׁאֵ֑ר וּֽכְח֥וֹל יַ֝מִּ֗ים ע֣וֹף כָּנָֽף׃                               | También hizo llover sobre ellos carne como polvo, y aves emplumadas como la arena del mar.                                                               | καὶ ἔβρεξεν ἐπ᾿ αὐτοὺς ὡσεὶ χοῦν σάρκας καὶ ὡσεὶ ἄμμον θαλασσῶν πετεινὰ πτερωτά,                                                                                           |
| 28 | וַ֭יַּפֵּל בְּקֶ֣רֶב מַחֲנֵ֑הוּ סָ֝בִ֗יב לְמִשְׁכְּנֹתָֽיו׃                                         | Y lo dejó caer en medio de su campamento, alrededor de sus moradas.                                                                                      | καὶ ἐπέπεσον ἐν μέσῳ παρεμβολῆς αὐτῶν κύκλῳ τῶν σκηνωμάτων αὐτῶν, |
| 29 | וַיֹּאכְל֣וּ וַיִּשְׂבְּע֣וּ מְאֹ֑ד וְ֝תַאֲוָתָ֗ם יָבִ֥א לָהֶֽם׃                                      | Y comieron y se saciaron, porque les dio lo que deseaban.                                                                                                | καὶ ἔφαγον καὶ ἐνεπλήσθησαν σφόδρα, καὶ τὴν ἐπιθυμίαν αὐτῶν ἤνεγκεν αὐτοῖς,                                                                                                |
| 30 | לֹא־זָ֥רוּ מִתַּאֲוָתָ֑ם ע֝֗וֹד אׇכְלָ֥ם בְּפִיהֶֽם׃                                          | No se apartaron de su lujuria. Pero mientras aún tenían la carne en la boca,                                                                             | οὐκ ἐστερήθησαν ἀπὸ τῆς ἐπιθυμίας αὐτῶν. ἔτι τῆς βρώσεως οὔσης ἐν τῷ στόματι αὐτῶν,                                                                                        |
| 31 | וְאַ֤ף אֱלֹהִ֨ים ׀ עָ֘לָ֤ה בָהֶ֗ם וַֽ֭יַּהֲרֹג בְּמִשְׁמַנֵּיהֶ֑ם וּבַחוּרֵ֖י יִשְׂרָאֵ֣ל הִכְרִֽיעַ׃                 | La ira de Dios cayó sobre ellos, y mató a los más gordos de ellos, y derribó a los hombres escogidos de Israel.                                          | καὶ ἡ ὀργὴ τοῦ Θεοῦ ἀνέβη ἐπ᾿ αὐτούς, καὶ ἀπέκτεινεν ἐν τοῖς πλείοσιν αὐτῶν, καὶ τοὺς ἐκλεκτοὺς τοῦ ᾿Ισραὴλ συνεπόδισεν.                                                   |
| 32 | בְּכׇל־זֹ֥את חָֽטְאוּ־ע֑וֹד וְלֹֽא־הֶ֝אֱמִ֗ינוּ בְּנִפְלְאוֹתָֽיו׃                                 | A pesar de todo esto, siguieron pecando y no creyeron en sus maravillas.                                                                                 | ἐν πᾶσι τούτοις ἥμαρτον ἔτι καὶ οὐκ ἐπίστευσαν ἐν τοῖς θαυμασίοις αὐτοῦ,                                                                                                   |
| 33 | וַיְכַל־בַּהֶ֥בֶל יְמֵיהֶ֑ם וּ֝שְׁנוֹתָ֗ם בַּבֶּהָלָֽה׃                                          | Por eso consumió sus días en vanidad, y sus años en aflicción.                                                                                           | καὶ ἐξέλιπον ἐν ματαιότητι αἱ ἡμέραι αὐτῶν καὶ τὰ ἔτη αὐτῶν μετὰ σπουδῆς.                                                                                                  |
| 34 | אִם־הֲרָגָ֥ם וּדְרָשׁ֑וּהוּ וְ֝שָׁ֗בוּ וְשִֽׁחֲרוּ־אֵֽל׃                                         | Cuando los mató, entonces lo buscaron; y volvieron y preguntaron temprano por Dios.                                                                      | ὅταν ἀπέκτειναν αὐτούς, τότε ἐξεζήτουν αὐτὸν καὶ ἐπέστρεφον καὶ ὤρθριζον πρὸς τὸν Θεὸν                                                                                     |
| 35 | וַֽ֭יִּזְכְּרוּ כִּֽי־אֱלֹהִ֣ים צוּרָ֑ם וְאֵ֥ל עֶ֝לְי֗וֹן גֹּאֲלָֽם׃                                   | Y recordaron que Dios era su roca, y el Dios altísimo su redentor.                                                                                       | καὶ ἐμνήσθησαν ὅτι ὁ Θεὸς βοηθὸς αὐτῶν ἐστι καὶ ὁ Θεὸς ὁ ῞Υψιστος λυτρωτὴς αὐτῶν ἐστι.                                                                                     |
| 36 | וַיְפַתּ֥וּהוּ בְּפִיהֶ֑ם וּ֝בִלְשׁוֹנָ֗ם יְכַזְּבוּ־לֽוֹ׃                                        | Sin embargo, lo halagaban con la boca y le mentían con la lengua.                                                                                        | καὶ ἠγάπησαν αὐτὸν ἐν τῷ στόματι αὐτῶν καὶ τῇ γλώσσῃ αὐτῶν ἐψεύσαντο αὐτῷ,                                                                                                 |
| 37 | וְ֭לִבָּם לֹא־נָכ֣וֹן עִמּ֑וֹ וְלֹ֥א נֶ֝אֶמְנ֗וּ בִּבְרִיתֽוֹ׃                                     | Porque su corazón no era recto con él, ni eran fieles a su pacto.                                                                                        | ἡ δὲ καρδία αὐτῶν οὐκ εὐθεῖα μετ᾿ αὐτοῦ, οὐδὲ ἐπιστώθησαν ἐν τῇ διαθήκῃ αὐτοῦ.                                                                                             |
| 38 | וְה֤וּא רַח֨וּם ׀ יְכַפֵּ֥ר עָוֺן֮ וְֽלֹא־יַֽ֫שְׁחִ֥ית וְ֭הִרְבָּה לְהָשִׁ֣יב אַפּ֑וֹ וְלֹא־יָ֝עִ֗יר כׇּל־חֲמָתֽוֹ׃       | Pero él, lleno de compasión, perdonó su iniquidad y no los destruyó; sí, muchas veces apartó su ira y no despertó todo su furor.                         | αὐτὸς δέ ἐστιν οἰκτίρμων καὶ ἱλάσκεται ταῖς ἁμαρτίαις αὐτῶν καὶ οὐ διαφθερεῖ καὶ πληθυνεῖ τοῦ ἀποστρέψαι τὸν θυμὸν αὐτοῦ καὶ οὐχὶ ἐκκαύσει πᾶσαν τὴν ὀργὴν αὐτοῦ.          |
| 39 | וַ֭יִּזְכֹּר כִּֽי־בָשָׂ֣ר הֵ֑מָּה ר֥וּחַ ה֝וֹלֵ֗ךְ וְלֹ֣א יָשֽׁוּב׃                                    | Porque se acordó de que eran carne, un viento que pasa y no vuelve.                                                                                      | καὶ ἐμνήσθη ὅτι σάρξ εἰσι, πνεῦμα πορευόμενον καὶ οὐκ ἐπιστρέφον. |
| 40 | כַּ֭מָּה יַמְר֣וּהוּ בַמִּדְבָּ֑ר יַ֝עֲצִיב֗וּהוּ בִּישִׁימֽוֹן׃                                     | ¡Cuántas veces le provocaron en el desierto, y le entristecieron en el desierto!                                                                         | ποσάκις παρεπίκραναν αὐτὸν ἐν τῇ ἐρήμῳ, παρώργισαν αὐτὸν ἐν γῇ ἀνύδρῳ; |
| 41 | וַיָּשׁ֣וּבוּ וַיְנַסּ֣וּ אֵ֑ל וּקְד֖וֹשׁ יִשְׂרָאֵ֣ל הִתְוֽוּ׃                                      | Sí, se volvieron y tentaron a Dios, y limitaron al Santo de Israel.                                                                                      | καὶ ἐπέστρεψαν καὶ ἐπείρασαν τὸν Θεὸν καὶ τὸν ἅγιον τοῦ ᾿Ισραὴλ παρώξυναν.                                                                                                 |
| 42 | לֹא־זָכְר֥וּ אֶת־יָד֑וֹ י֝֗וֹם אֲֽשֶׁר־פָּדָ֥ם מִנִּי־צָֽר׃                                     | No se acordaron de su mano, ni del día en que los libró del enemigo.                                                                                     | καὶ οὐκ ἐμνήσθησαν τῆς χειρὸς αὐτοῦ, ἡμέρας, ἧς ἐλυτρώσατο αὐτοὺς ἐκ χειρὸς θλίβοντος,                                                                                     |
| 43 | אֲשֶׁר־שָׂ֣ם בְּ֭מִצְרַיִם אֹתוֹתָ֑יו וּ֝מוֹפְתָ֗יו בִּשְׂדֵה־צֹֽעַן׃                                 | Cómo había hecho sus señales en Egipto y sus prodigios en el campo de Zoán.                                                                              | ὡς ἔθετο ἐν Αἰγύπτῳ τὰ σημεῖα αὐτοῦ καὶ τὰ τέρατα αὐτοῦ ἐν πεδίῳ Τάνεους.                                                                                                  |
| 44 | וַיַּהֲפֹ֣ךְ לְ֭דָם יְאֹרֵיהֶ֑ם וְ֝נֹזְלֵיהֶ֗ם בַּל־יִשְׁתָּיֽוּן׃                                    | Y convirtió sus ríos en sangre, y sus torrentes, para que no pudiesen beber.                                                                             | καὶ μετέστρεψεν εἰς αἷμα τοὺς ποταμοὺς αὐτῶν καὶ τὰ ὀμβρήματα αὐτῶν, ὅπως μὴ πίωσιν·                                                                                       |
| 45 | יְשַׁלַּ֬ח בָּהֶ֣ם עָ֭רֹב וַיֹּאכְלֵ֑ם וּ֝צְפַרְדֵּ֗עַ וַתַּשְׁחִיתֵֽם׃                                    | Envió contra ellos toda clase de moscas, que los devoraron, y ranas, que los destruyeron.                                                                | ἐξαπέστειλεν εἰς αὐτοὺς κυνόμυιαν, καὶ κατέφαγεν αὐτούς, καὶ βάτραχον, καὶ διέφθειρεν αὐτούς·                                                                              |
| 46 | וַיִּתֵּ֣ן לֶחָסִ֣יל יְבוּלָ֑ם וִ֝יגִיעָ֗ם לָאַרְבֶּֽה׃                                         | También entregó su cosecha a la oruga y su trabajo a la langosta.                                                                                        | καὶ ἔδωκε τῇ ἐρυσίβῃ τοὺς καρποὺς αὐτῶν καὶ τοὺς πόνους αὐτῶν τῇ ἀκρίδι·                                                                                                   |
| 47 | יַהֲרֹ֣ג בַּבָּרָ֣ד גַּפְנָ֑ם וְ֝שִׁקְמוֹתָ֗ם בַּחֲנָמַֽל׃                                          | Destruyó sus viñas con granizo y sus sicómoros con escarcha.                                                                                             | ἀπέκτεινεν ἐν χαλάζῃ τὴν ἄμπελον αὐτῶν καὶ τὰς συκαμίνους αὐτῶν ἐν τῇ πάχνῃ·                                                                                               |
| 48 | וַיַּסְגֵּ֣ר לַבָּרָ֣ד בְּעִירָ֑ם וּ֝מִקְנֵיהֶ֗ם לָרְשָׁפִֽים׃                                       | También entregó su ganado al granizo y sus rebaños a los rayos ardientes.                                                                                | καὶ παρέδωκεν εἰς χάλαζαν τὰ κτήνη αὐτῶν καὶ τὴν ὕπαρξιν αὐτῶν τῷ πυρί· |
| 49 | יְשַׁלַּח־בָּ֨ם ׀ חֲר֬וֹן אַפּ֗וֹ עֶבְרָ֣ה וָזַ֣עַם וְצָרָ֑ה מִ֝שְׁלַ֗חַת מַלְאֲכֵ֥י רָעִֽים׃                    | Él lanzó sobre ellos la furia de su ira, su ira y su indignación, y la angustia, enviando entre ellos ángeles malvados.                                  | ἐξαπέστειλεν εἰς αὐτοὺς ὀργὴν θυμοῦ αὐτοῦ, θυμὸν καὶ ὀργὴν καὶ θλῖψιν, ἀποστολὴν δι᾿ ἀγγέλων πονηρῶν.                                                                      |
| 50 | יְפַלֵּ֥ס נָתִ֗יב לְאַ֫פּ֥וֹ לֹא־חָשַׂ֣ךְ מִמָּ֣וֶת נַפְשָׁ֑ם וְ֝חַיָּתָ֗ם לַדֶּ֥בֶר הִסְגִּֽיר׃                      | Él abrió camino a su ira; no perdonó sus almas de la muerte, sino que entregó sus vidas a la pestilencia;                                                | ὡδοποίησε τρίβον τῇ ὀργῇ αὐτοῦ καὶ οὐκ ἐφείσατο ἀπὸ θανάτου τῶν ψυχῶν αὐτῶν καὶ τὰ κτήνη αὐτῶν εἰς θάνατον συνέκλεισε                                                      |
| 51 | וַיַּ֣ךְ כׇּל־בְּכ֣וֹר בְּמִצְרָ֑יִם רֵאשִׁ֥ית א֝וֹנִ֗ים בְּאׇהֳלֵי־חָֽם׃                               | Y hirió a todos los primogénitos en Egipto, y a los primeros de su fuerza en las tiendas de Ham.                                                         | καὶ ἐπάταξε πᾶν πρωτότοκον ἐν γῇ Αἰγύπτῳ, ἀπαρχὴν παντὸς πόνου αὐτῶν ἐν τοῖς σκηνώμασι Χάμ,                                                                                |
| 52 | וַיַּסַּ֣ע כַּצֹּ֣אן עַמּ֑וֹ וַֽיְנַהֲגֵ֥ם כַּ֝עֵ֗דֶר בַּמִּדְבָּֽר׃                                       | Pero hizo salir a su pueblo como ovejas, y los guió por el desierto como un rebaño.                                                                      | καὶ ἀπῇρεν ὡς πρόβατα τὸν λαὸν αὐτοῦ καὶ ἀνήγαγεν αὐτοὺς ὡσεὶ ποίμνιον ἐν ἐρήμῳ                                                                                            |
| 53 | וַיַּנְחֵ֣ם לָ֭בֶטַח וְלֹ֣א פָחָ֑דוּ וְאֶת־א֝וֹיְבֵיהֶ֗ם כִּסָּ֥ה הַיָּֽם׃                               | Y los condujo a salvo, de modo que no temieron; pero el mar cubrió a sus enemigos.                                                                       | καὶ ὡδήγησεν αὐτοὺς ἐπ᾿ ἐλπίδι, καὶ οὐκ ἐδειλίασαν, καὶ τοὺς ἐχθροὺς αὐτῶν ἐκάλυψε θάλασσα.                                                                                |
| 54 | וַ֭יְבִיאֵם אֶל־גְּב֣וּל קׇדְשׁ֑וֹ הַר־זֶ֝֗ה קָנְתָ֥ה יְמִינֽוֹ׃                                  | Y los llevó a la frontera de su santuario, a este monte, que su diestra había adquirido.                                                                 | καὶ εἰσήγαγεν αὐτοὺς εἰς ὄρος ἁγιάσματος αὐτοῦ, ὄρος τοῦτο, ὃ ἐκτήσατο ἡ δεξιὰ αὐτοῦ,                                                                                      |
| 55 | וַיְגָ֤רֶשׁ מִפְּנֵיהֶ֨ם ׀ גּוֹיִ֗ם וַֽ֭יַּפִּילֵם בְּחֶ֣בֶל נַחֲלָ֑ה וַיַּשְׁכֵּ֥ן בְּ֝אׇהֳלֵיהֶ֗ם שִׁבְטֵ֥י יִשְׂרָאֵֽל׃         | Expulsó también a los paganos delante de ellos, les repartió la heredad por familias y estableció a las tribus de Israel en sus tiendas.                 | καὶ ἐξέβαλεν ἀπὸ προσώπου αὐτῶν ἔθνη καὶ ἐκληροδότησεν αὐτοὺς ἐν σχοινίῳ κληροδοσίας καὶ κατεσκήνωσεν ἐν τοῖς σκηνώμασιν αὐτῶν τὰς φυλὰς τοῦ ᾿Ισραήλ.                      |
| 56 | וַיְנַסּ֣וּ וַ֭יַּמְרוּ אֶת־אֱלֹהִ֣ים עֶלְי֑וֹן וְ֝עֵדוֹתָ֗יו לֹ֣א שָׁמָֽרוּ׃                            | Sin embargo, tentaron y provocaron al Dios Altísimo, y no guardaron sus testimonios:                                                                     | καὶ ἐπείρασαν καὶ παρεπίκραναν τὸν Θεὸν τὸν ῞Υψιστον καὶ τὰ μαρτύρια αὐτοῦ οὐκ ἐφυλάξαντο                                                                                  |
| 57 | וַיִּסֹּ֣גוּ וַֽ֭יִּבְגְּדוּ כַּאֲבוֹתָ֑ם נֶ֝הְפְּכ֗וּ כְּקֶ֣שֶׁת רְמִיָּֽה׃                                   | Pero se volvieron atrás y actuaron con infidelidad como sus padres; se desviaron como un arco engañoso.                                                  | καὶ ἀπέστρεψαν καὶ ἠθέτησαν, καθὼς καὶ οἱ πατέρες αὐτῶν, μετεστράφησαν εἰς τόξον στρεβλὸν                                                                                  |
| 58 | וַיַּכְעִיס֥וּהוּ בְּבָמוֹתָ֑ם וּ֝בִפְסִילֵיהֶ֗ם יַקְנִיאֽוּהוּ׃                                   | Porque lo provocaron a ira con sus lugares altos, y lo hicieron celoso con sus imágenes talladas.                                                        | καὶ παρώργισαν αὐτὸν ἐν τοῖς βουνοῖς αὐτῶν, καὶ ἐν τοῖς γλυπτοῖς αὐτῶν παρεζήλωσαν αὐτόν.                                                                                  |
| 59 | שָׁמַ֣ע אֱ֭לֹהִים וַֽיִּתְעַבָּ֑ר וַיִּמְאַ֥ס מְ֝אֹ֗ד בְּיִשְׂרָאֵֽל׃                                     | Cuando Dios oyó esto, se encendió en ira y aborreció en gran manera a Israel:                                                                            | ἤκουσεν ὁ Θεὸς καὶ ὑπερεῖδε καὶ ἐξουδένωσε σφόδρα τὸν ᾿Ισραήλ. |
| 60 | וַ֭יִּטֹּשׁ מִשְׁכַּ֣ן שִׁל֑וֹ אֹ֝֗הֶל שִׁכֵּ֥ן בָּֽאָדָֽם׃                                            | Así abandonó el tabernáculo de Silo, la tienda que había puesto entre los hombres.                                                                       | καὶ ἀπώσατο τὴν σκηνὴν Σιλώμ, σκήνωμα, ὃ κατεσκήνωσεν ἐν ἀνθρώποις. |
| 61 | וַיִּתֵּ֣ן לַשְּׁבִ֣י עֻזּ֑וֹ וְֽתִפְאַרְתּ֥וֹ בְיַד־צָֽר׃                                          | Y entregó su fuerza al cautiverio, y su gloria en manos del enemigo.                                                                                     | καὶ παρέδωκεν εἰς αἰχμαλωσίαν τὴν ἰσχὺν αὐτῶν καὶ τὴν καλλονὴν αὐτῶν εἰς χεῖρα ἐχθρῶν                                                                                      |
| 62 | וַיַּסְגֵּ֣ר לַחֶ֣רֶב עַמּ֑וֹ וּ֝בְנַחֲלָת֗וֹ הִתְעַבָּֽר׃                                          | Entregó también a su pueblo a la espada, y se enfureció contra su heredad.                                                                               | καὶ συνέκλεισεν ἐν ῥομφαίᾳ τὸν λαὸν αὐτοῦ καὶ τὴν κληρονομίαν αὐτοῦ ὑπερεῖδε.                                                                                              |
| 63 | בַּחוּרָ֥יו אָכְלָה־אֵ֑שׁ וּ֝בְתוּלֹתָ֗יו לֹ֣א הוּלָּֽלוּ׃                                      | El fuego consumió a sus jóvenes, y sus doncellas no fueron dadas en matrimonio.                                                                          | τοὺς νεανίσκους αὐτῶν κατέφαγε πῦρ, καὶ αἱ παρθένοι αὐτῶν οὐκ ἐπενθήθησαν·                                                                                                 |
| 64 | כֹּ֭הֲנָיו בַּחֶ֣רֶב נָפָ֑לוּ וְ֝אַלְמְנֹתָ֗יו לֹ֣א תִבְכֶּֽינָה׃                                    | Sus sacerdotes cayeron a filo de espada, y sus viudas no hicieron lamentación.                                                                           | οἱ ἱερεῖς αὐτῶν ἐν ρομφαίᾳ ἔπεσον, καὶ αἱ χῆραι αὐτῶν οὐ κλαυθήσονται. |
| 65 | וַיִּקַ֖ץ כְּיָשֵׁ֥ן ׀ אֲדֹנָ֑י כְּ֝גִבּ֗וֹר מִתְרוֹנֵ֥ן מִיָּֽיִן׃                                    | Entonces el Señor se despertó como quien despierta del sueño, y como un hombre valiente que grita por el efecto del vino.                                | καὶ ἐξηγέρθη ὡς ὁ ὑπνῶν Κύριος, ὡς δυνατὸς κεκραιπαληκὼς ἐξ οἴνου, |
| 66 | וַיַּךְ־צָרָ֥יו אָח֑וֹר חֶרְפַּ֥ת ע֝וֹלָ֗ם נָ֣תַן לָֽמוֹ׃                                       | Y hirió a sus enemigos por la espalda, y los sometió a una vergüenza perpetua.                                                                           | καὶ ἐπάταξε τοὺς ἐχθροὺς αὐτοῦ εἰς τὰ ὀπίσω, ὄνειδος αἰώνιον ἔδωκεν αὐτοῖς.                                                                                                |
| 67 | וַ֭יִּמְאַס בְּאֹ֣הֶל יוֹסֵ֑ף וּֽבְשֵׁ֥בֶט אֶ֝פְרַ֗יִם לֹ֣א בָחָֽר׃                                    | Además, rechazó la tienda de José y no eligió la tribu de Efraín:                                                                                        | καὶ ἀπώσατο τὸ σκήνωμα ᾿Ιωσὴφ καὶ τὴν φυλὴν ᾿Εφραὶμ οὐκ ἐξελέξατο· |
| 68 | וַ֭יִּבְחַר אֶת־שֵׁ֣בֶט יְהוּדָ֑ה אֶֽת־הַ֥ר צִ֝יּ֗וֹן אֲשֶׁ֣ר אָהֵֽב׃                                 | Pero escogió la tribu de Judá, el monte Sion, que él amaba.                                                                                              | καὶ ἐξελέξατο τὴν φυλὴν ᾿Ιούδα, τὸ ὄρος τὸ Σιών, ὃ ἠγάπησε, |
| 69 | וַיִּ֣בֶן כְּמוֹ־רָ֭מִים מִקְדָּשׁ֑וֹ כְּ֝אֶ֗רֶץ יְסָדָ֥הּ לְעוֹלָֽם׃                                   | Y edificó su santuario como palacios elevados, como la tierra que él había establecido para siempre.                                                     | καὶ ᾠκοδόμησεν ὡς μονοκέρωτος τὸ ἁγίασμα αὐτοῦ, ἐν τῇ γῇ ἐθεμελίωσεν αὐτὴν εἰς τὸν αἰῶνα.                                                                                  |
| 70 | וַ֭יִּבְחַר בְּדָוִ֣ד עַבְדּ֑וֹ וַ֝יִּקָּחֵ֗הוּ מִֽמִּכְלְאֹ֥ת צֹֽאן׃                                     | Escogió a David, su siervo, y lo tomó de entre los pastores:                                                                                             | καὶ ἐξελέξατο Δαυΐδ τὸν δοῦλον αὐτοῦ καὶ ἀνέλαβεν αὐτὸν ἐκ τῶν ποιμνίων τῶν προβάτων,                                                                                      |
| 71 | מֵאַחַ֥ר עָל֗וֹת הֱבִ֫יא֥וֹ לִ֭רְעוֹת בְּיַֽעֲקֹ֣ב עַמּ֑וֹ וּ֝בְיִשְׂרָאֵ֗ל נַחֲלָתֽוֹ׃                         | Tras seguir a las ovejas preñadas, lo trajo para que pastorease a Jacob, su pueblo, y a Israel, su heredad.                                              | ἐξόπισθεν τῶν λοχευομένων ἔλαβεν αὐτόν ποιμαίνειν ᾿Ιακὼβ τὸν δοῦλον αὐτοῦ καὶ ᾿Ισραὴλ τὴν κληρονομίαν αὐτοῦ                                                                |
| 72 | וַ֭יִּרְעֵם כְּתֹ֣ם לְבָב֑וֹ וּבִתְבוּנ֖וֹת כַּפָּ֣יו יַנְחֵֽם׃                                     | Así los alimentó según la integridad de su corazón, y los guió con la destreza de sus manos.                                                             | καὶ ἐποίμανεν αὐτοὺς ἐν τῇ ἀκακίᾳ τῆς καρδίας αὐτοῦ, καὶ ἐν τῇ συνέσει τῶν χειρῶν αὐτοῦ ὡδήγησεν αὐτούς.                                                                   |

## Comentarios

### De la iglesia católica

#### A todo el salmo
El Salmo 78 presenta una reflexión sapiencial que interpreta la historia de Israel desde la salida de Egipto hasta la elección de David como rey. Comienza con una exhortación del sabio que invita a escuchar una enseñanza basada en la memoria de las obras de Dios, con el fin de evitar la infidelidad del pasado. Se expone cómo Israel quebrantó repetidamente la Alianza, tanto en el desierto como en la tierra prometida, lo que provocó el castigo divino y el abandono del santuario de Siló.
El salmo estructura esta historia en varias etapas: la liberación de Egipto y los milagros en el desierto, seguidos por la reiterada rebelión del pueblo y la respuesta de Dios, alternando misericordia y castigo. La infidelidad culmina con la pérdida del Arca de la Alianza y la derrota ante los enemigos. Sin embargo, Dios no rechaza definitivamente a su pueblo, sino que elige a Judá, Jerusalén y a David como instrumento de restauración.
Esta lectura histórica sostiene que la infidelidad del reino del Norte proviene del olvido de las obras de Dios, mientras que en Judá se mantiene su recuerdo. Desde una perspectiva cristiana, esta relectura culmina en Jesucristo, en quien se realiza plenamente la acción salvadora de Dios. La elección de Judá y de David prefigura la misión de la Iglesia, nacida de la fidelidad divina y abierta a todos los pueblos.

#### A los versículos 1-19
El Salmo 78 adopta un estilo de instrucción sapiencial, propio de la enseñanza reflexiva y formativa, que invita a una meditación personal sobre la historia del pueblo. Aunque se dirige a toda la comunidad y puede inscribirse en un marco litúrgico, su forma y contenido buscan generar interiorización y memoria activa de los hechos fundacionales. El salmista emplea términos como «parábolas» y «misterios» para presentar una lectura profunda de la historia, siguiendo la tradición de sabios y profetas, y vinculando los acontecimientos a un sentido trascendente. El recurso a la tradición es central: se apela a la transmisión de las obras de Dios para sostener la fidelidad de generación en generación. La denuncia contra Efraím no radica en una supuesta debilidad militar, sino en su abandono de la Ley y el olvido de los hechos fundantes, como la salida de Egipto, el paso del Mar Rojo y la guía divina en el desierto, acompañada de signos como la nube luminosa y el agua providencial.
La constante rebelión del pueblo se repite como un estribillo clave que estructura el salmo. Esta insistencia destaca el verdadero problema teológico: la incredulidad ante el poder de Dios. La raíz del pecado, según el salmista, es la duda sobre la capacidad de Dios para sostener, salvar y guiar a su pueblo, a pesar de las pruebas históricas de su intervención.

#### A los versículos 20-40
El salmo presenta la falta de confianza en Dios como consecuencia directa de la duda sobre su poder (v. 22). Sin embargo, Dios responde con una manifestación de fuerza y providencia desde el cielo, enviando el maná y las codornices como alimento milagroso (vv. 23–28). El maná, denominado «pan de ángeles» en la tradición griega y latina, simboliza el cuidado divino y fue interpretado en tiempos de Jesús como signo del poder de Dios a favor de su pueblo. Jesús, aludiendo a esta tradición, revela que el verdadero pan del cielo es Él mismo, superando así el signo antiguo.
Dios muestra su poder no sólo en el don, sino también en la corrección. Acompaña su providencia con el castigo, como ocurrió en las protestas del desierto, donde la desobediencia trajo como consecuencia la exclusión de una generación de la tierra prometida. Esta dinámica de pecado, castigo, conversión y salvación sigue el esquema teológico deuteronomista, que estructura la comprensión histórica de la relación entre Dios e Israel. Pese a la rebeldía constante, el salmo subraya la clemencia divina: Dios castiga, pero limita su ira (v. 38). Esta moderación revela no sólo su justicia, sino también su compasión, reconociendo la fragilidad del ser humano.

#### A los versículos 41-69
En su visión de conjunto, el salmista contrapone la reiterada rebeldía del pueblo —diez veces según Nm 14,22— con los grandes prodigios realizados por Dios al liberarlo de Egipto (vv. 42–51). Esta memoria de los actos fundacionales incluye también la entrada en la tierra prometida y su distribución entre las tribus, parte esencial de la tradición que debía transmitirse de generación en generación. El salmo interpreta los pecados cometidos en la tierra como causa directa de la pérdida del Arca. Lejos de atribuirlo solo a la derrota militar, se entiende que fue Dios mismo quien abandonó el santuario de Siló, retirando su presencia. La expresión de que la gloria de Dios cayó en manos del enemigo alude a la captura del Arca por los filisteos, y la muerte de los sacerdotes Jofní y Pinjás es evocada como símbolo del juicio divino.
La referencia a la viuda de Pinjás y la metáfora osada que describe el castigo infligido a los filisteos cuando poseyeron el Arca refuerzan la idea de que la iniciativa y el control siguen siendo de Dios, incluso en medio de la derrota. El salmo subraya, sin embargo, que este juicio no fue el final. Lo verdaderamente decisivo fue la consecuencia positiva del pecado del pueblo: Dios eligió a Judá y Jerusalén como nuevos centros de su presencia, desplazando a Siló. En esa elección se inscribe también el surgimiento de David, figura de rey justo y pastor fiel. La historia de pecado desemboca así en una renovación, guiada por la voluntad soberana y misericordiosa de Dios.

#### A los versículos 70-72
David es presentado como rey ideal por iniciativa exclusiva de Dios, quien lo elige, lo llama del pastoreo, lo establece y le da la misión de guiar a su pueblo (vv. 70–72). Toda la acción recae en Dios. La historia narrada en el salmo continúa en el Nuevo Testamento con la redención por medio de Cristo. Así como Dios eligió a David, ahora elige a Jesús, que funda la Iglesia. La fidelidad de los cristianos prolonga la respuesta que Israel debió dar a Dios: recordar sus obras, vivir según su voluntad y mantenerse fiel a su alianza.

Primero, Dios liberó al pueblo de Israel de la esclavitud de Egipto, con grandes portentos y prodigios; los hizo pasar el Mar Rojo a pie enjuto; en el desierto, los alimentó con manjar llovido del cielo —el maná y las codornices—; cuando padecían sed, hizo salir de la piedra durísima un perenne manantial de agua; les concedió la victoria sobre todos los que guerreaban contra ellos; por un tiempo, detuvo de su curso natural las aguas del Jordán; les repartió por suertes la tierra prometida, según sus tribus y familias. Pero aquellos hombres ingratos, olvidándose del amor y munificencia con que les había otorgado tales cosas, abandonaron el culto del Dios verdadero y se entregaron, una y otra vez, al crimen abominable de la idolatría. Después, también a nosotros, que, cuando éramos gentiles, nos sentíamos arrebatados hacia los ídolos mudos, siguiendo el ímpetu que nos venía, Dios nos arrancó del olivo silvestre de la gentilidad, al que pertenecíamos por naturaleza, nos injertó en el verdadero olivo del pueblo judío, desgajando para ello algunas de sus ramas naturales, y nos hizo partícipes de la raíz de su gracia y de la rica sustancia del olivo. Finalmente, no perdonó a su propio Hijo, sino que lo entregó por todos nosotros como oblación y víctima de suave olor, para rescatarnos de toda maldad y para prepararse un pueblo purificado. Todo ello, más que argumentos, son signos evidentes del inmenso amor y bondad de Dios para con nosotros; y, sin embargo, nosotros, sumamente ingratos, más aún, traspasando todos los límites de la ingratitud, no tenemos en cuenta su amor ni reconocemos la magnitud de sus beneficios, sino que menospreciamos y tenemos casi en nada al autor y dador de tan grandes bienes; ni tan siquiera la extraordinaria misericordia de que usa continuamente con los pecadores nos mueve a ordenar nuestra vida y conducta conforme a sus mandamientos.

### Versión de la Biblia hebrea
El siguiente es el texto de la Biblia hebrea del Salmo 78 :
| Salmo 78 en hebreo Códice de Leningrado |
| --- |
| 1 מַשְׂכִּיל לְאָסָף הַאֲזִינָה עַמִּי תֹּורָתִי הַטּוּ אָזְנְכֶם לְאִמְרֵי־פִֽי׃ 2 אֶפְתְּחָה בְמָשָׁל פִּי אַבִּיעָה חִידֹות מִנִּי־קֶֽדֶם׃ 3 אֲשֶׁר שָׁמַעְנוּ וַנֵּדָעֵם וַאֲבֹותֵינוּ סִפְּרוּ־לָֽנוּ׃ 4 לֹא נְכַחֵד ׀ מִבְּנֵיהֶם לְדֹור אַחֲרֹון מְֽסַפְּרִים תְּהִלֹּות יְהוָה וֶעֱזוּזֹו וְנִפְלְאֹותָיו אֲשֶׁר עָשָֽׂה׃ 5 וַיָּקֶם עֵדוּת ׀ בְּֽיַעֲקֹב וְתֹורָה שָׂם בְּיִשְׂרָאֵל אֲשֶׁר צִוָּה אֶת־אֲבֹותֵינוּ לְהֹודִיעָם לִבְנֵיהֶֽם׃ 6 לְמַעַן יֵדְעוּ ׀ דֹּור אַחֲרֹון בָּנִים יִוָּלֵדוּ יָקֻמוּ וִֽיסַפְּרוּ לִבְנֵיהֶֽם׃ 7 וְיָשִׂימוּ בֵֽאלֹהִים כִּסְלָם וְלֹא יִשְׁכְּחוּ מַֽעַלְלֵי־אֵל וּמִצְוֹתָיו יִנְצֹֽרוּ׃ 8 וְלֹא יִהְיוּ כַּאֲבֹותָם דֹּור סֹורֵר וּמֹרֶה דֹּור לֹא־הֵכִין לִבֹּו וְלֹא־נֶאֶמְנָה אֶת־אֵל רוּחֹֽו׃ 9 בְּֽנֵי־אֶפְרַיִם נֹושְׁקֵי רֹומֵי־קָשֶׁת הָפְכוּ בְּיֹום קְרָֽב׃ 10 לֹא שָׁמְרוּ בְּרִית אֱלֹהִים וּבְתֹורָתֹו מֵאֲנוּ לָלֶֽכֶת׃ 11 וַיִּשְׁכְּחוּ עֲלִילֹותָיו וְנִפְלְאֹותָיו אֲשֶׁר הֶרְאָֽם׃ 12 נֶגֶד אֲבֹותָם עָשָׂה פֶלֶא בְּאֶרֶץ מִצְרַיִם שְׂדֵה־צֹֽעַן׃ 13 בָּקַע יָם וַיַּֽעֲבִירֵם וַֽיַּצֶּב־מַיִם כְּמֹו־נֵֽד׃ 14 וַיַּנְחֵם בֶּעָנָן יֹומָם וְכָל־הַלַּיְלָה בְּאֹור אֵֽשׁ׃ 15 יְבַקַּע צֻרִים בַּמִּדְבָּר וַיַּשְׁקְ כִּתְהֹמֹות רַבָּֽה׃ 16 וַיֹּוצִא נֹוזְלִים מִסָּלַע וַיֹּורֶד כַּנְּהָרֹות מָֽיִם׃ 17 וַיֹּוסִיפוּ עֹוד לַחֲטֹא־לֹו לַֽמְרֹות עֶלְיֹון בַּצִּיָּֽה׃ 18 וַיְנַסּוּ־אֵל בִּלְבָבָם לִֽשְׁאָל־אֹכֶל לְנַפְשָֽׁם׃ 19 וַֽיְדַבְּרוּ בֵּֽאלֹהִים אָמְרוּ הֲיוּכַל אֵל לַעֲרֹךְ שֻׁלְחָן בַּמִּדְבָּֽר׃ 20 הֵן הִכָּה־צוּר ׀ וַיָּזוּבוּ מַיִם וּנְחָלִים יִשְׁטֹפוּ הֲגַם־לֶחֶם יוּכַל תֵּת אִם־יָכִין שְׁאֵר לְעַמֹּֽו׃ 21 לָכֵן שָׁמַע יְהוָה וַֽיִּתְעַבָּר וְאֵשׁ נִשְּׂקָה בְיַעֲקֹב וְגַם־אַף עָלָה בְיִשְׂרָאֵֽל׃ 22 כִּי לֹא הֶאֱמִינוּ בֵּאלֹהִים וְלֹא בָטְחוּ בִּֽישׁוּעָתֹֽו׃ 23 וַיְצַו שְׁחָקִים מִמָּעַל וְדַלְתֵי שָׁמַיִם פָּתָֽח׃ 24 וַיַּמְטֵר עֲלֵיהֶם מָן לֶאֱכֹל וּדְגַן־שָׁמַיִם נָתַן לָֽמֹו׃ 25 לֶחֶם אַבִּירִים אָכַל אִישׁ צֵידָה שָׁלַח לָהֶם לָשֹֽׂבַע׃ 26 יַסַּע קָדִים בַּשָּׁמָיִם וַיְנַהֵג בְּעֻזֹּו תֵימָֽן׃ 27 וַיַּמְטֵר עֲלֵיהֶם כֶּעָפָר שְׁאֵר וּֽכְחֹול יַמִּים עֹוף כָּנָֽף׃ 28 וַיַּפֵּל בְּקֶרֶב מַחֲנֵהוּ סָבִיב לְמִשְׁכְּנֹתָֽיו׃ 29 וַיֹּאכְלוּ וַיִּשְׂבְּעוּ מְאֹד וְתַֽאֲוָתָם יָבִא לָהֶֽם׃ 30 לֹא־זָרוּ מִתַּאֲוָתָם עֹוד אָכְלָם בְּפִיהֶֽם׃ 31 וְאַף אֱלֹהִים ׀ עָלָה בָהֶם וַֽיַּהֲרֹג בְּמִשְׁמַנֵּיהֶם וּבַחוּרֵי יִשְׂרָאֵל הִכְרִֽיעַ׃ 32 בְּכָל־זֹאת חָֽטְאוּ־עֹוד וְלֹֽא־הֶאֱמִינוּ בְּנִפְלְאֹותָֽיו׃ 33 וַיְכַל־בַּהֶבֶל יְמֵיהֶם וּשְׁנֹותָם בַּבֶּהָלָֽה׃ 34 אִם־הֲרָגָם וּדְרָשׁוּהוּ וְשָׁבוּ וְשִֽׁחֲרוּ־אֵֽל׃ 35 וַֽיִּזְכְּרוּ כִּֽי־אֱלֹהִים צוּרָם וְאֵל עֶלְיֹון גֹּאֲלָֽם׃ 36 וַיְפַתּוּהוּ בְּפִיהֶם וּבִלְשֹׁונָם יְכַזְּבוּ־לֹֽו׃ 37 וְלִבָּם לֹא־נָכֹון עִמֹּו וְלֹא נֶאֶמְנוּ בִּבְרִיתֹֽו׃ 38 וְהוּא רַחוּם ׀ יְכַפֵּר עָוֹן וְֽלֹא־יַשְׁחִית וְהִרְבָּה לְהָשִׁיב אַפֹּו וְלֹֽא־יָעִיר כָּל־חֲמָתֹֽו׃ 39 וַיִּזְכֹּר כִּי־בָשָׂר הֵמָּה רוּחַ הֹולֵךְ וְלֹא יָשֽׁוּב׃ 40 כַּמָּה יַמְרוּהוּ בַמִּדְבָּר יַעֲצִיבוּהוּ בִּֽישִׁימֹֽון׃ 41 וַיָּשׁוּבוּ וַיְנַסּוּ אֵל וּקְדֹושׁ יִשְׂרָאֵל הִתְווּ׃ 42 לֹא־זָכְרוּ אֶת־יָדֹו יֹום אֲ‍ֽשֶׁר־פָּדָם מִנִּי־צָֽר׃ 43 אֲשֶׁר־שָׂם בְּמִצְרַיִם אֹֽתֹותָיו וּמֹופְתָיו בִּשְׂדֵה־צֹֽעַן׃ 44 וַיַּהֲפֹךְ לְדָם יְאֹרֵיהֶם וְנֹזְלֵיהֶם בַּל־יִשְׁתָּיֽוּן׃ 45 יְשַׁלַּח בָּהֶם עָרֹב וַיֹּאכְלֵם וּצְפַרְדֵּעַ וַתַּשְׁחִיתֵֽם׃ 46 וַיִּתֵּן לֶחָסִיל יְבוּלָם וִֽיגִיעָם לָאַרְבֶּֽה׃ 47 יַהֲרֹג בַּבָּרָד גַּפְנָם וְשִׁקְמֹותָם בַּֽחֲנָמַֽל׃ 48 וַיַּסְגֵּר לַבָּרָד בְּעִירָם וּמִקְנֵיהֶם לָרְשָׁפִֽים׃ 49 יְשַׁלַּח־בָּם ׀ חֲרֹון אַפֹּו עֶבְרָה וָזַעַם וְצָרָה מִשְׁלַחַת מַלְאֲכֵי רָעִֽים׃ 50 יְפַלֵּס נָתִיב לְאַפֹּו לֹא־חָשַׂךְ מִמָּוֶת נַפְשָׁם וְחַיָּתָם לַדֶּבֶר הִסְגִּֽיר׃ 51 וַיַּךְ כָּל־בְּכֹור בְּמִצְרָיִם רֵאשִׁית אֹונִים בְּאָהֳלֵי־חָֽם׃ 52 וַיַּסַּע כַּצֹּאן עַמֹּו וַֽיְנַהֲגֵם כַּעֵדֶר בַּמִּדְבָּֽר׃ 53 וַיַּנְחֵם לָבֶטַח וְלֹא פָחָדוּ וְאֶת־אֹויְבֵיהֶם כִּסָּה הַיָּֽם׃ 54 וַיְבִיאֵם אֶל־גְּבוּל קָדְשֹׁו הַר־זֶה קָנְתָה יְמִינֹֽו׃ 55 וַיְגָרֶשׁ מִפְּנֵיהֶם ׀ גֹּויִם וַֽיַּפִּילֵם בְּחֶבֶל נַחֲלָה וַיַּשְׁכֵּן בְּאָהֳלֵיהֶם שִׁבְטֵי יִשְׂרָאֵֽל׃ 56 וַיְנַסּוּ וַיַּמְרוּ אֶת־אֱלֹהִים עֶלְיֹון וְעֵדֹותָיו לֹא שָׁמָֽרוּ׃ 57 וַיִּסֹּגוּ וַֽיִּבְגְּדוּ כַּאֲבֹותָם נֶהְפְּכוּ כְּקֶשֶׁת רְמִיָּֽה׃ 58 וַיַּכְעִיסוּהוּ בְּבָמֹותָם וּבִפְסִילֵיהֶם יַקְנִיאֽוּהוּ׃ 59 שָׁמַע אֱלֹהִים וַֽיִּתְעַבָּר וַיִּמְאַס מְאֹד בְּיִשְׂרָאֵֽל׃ 60 וַיִּטֹּשׁ מִשְׁכַּן שִׁלֹו אֹהֶל שִׁכֵּן בָּאָדָֽם׃ 61 וַיִּתֵּן לַשְּׁבִי עֻזֹּו וְֽתִפְאַרְתֹּו בְיַד־צָֽר׃ 62 וַיַּסְגֵּר לַחֶרֶב עַמֹּו וּבְנַחֲלָתֹו הִתְעַבָּֽר׃ 63 בַּחוּרָיו אָֽכְלָה־אֵשׁ וּבְתוּלֹתָיו לֹא הוּלָּֽלוּ׃ 64 כֹּהֲנָיו בַּחֶרֶב נָפָלוּ וְאַלְמְנֹתָיו לֹא תִבְכֶּֽינָה׃ 65 וַיִּקַץ כְּיָשֵׁן ׀ אֲדֹנָי כְּגִבֹּור מִתְרֹונֵן מִיָּֽיִן׃ 66 וַיַּךְ־צָרָיו אָחֹור חֶרְפַּת עֹולָם נָתַן לָֽמֹו׃ 67 וַיִּמְאַס בְּאֹהֶל יֹוסֵף וּֽבְשֵׁבֶט אֶפְרַיִם לֹא בָחָֽר׃ 68 וַיִּבְחַר אֶת־שֵׁבֶט יְהוּדָה אֶֽת־הַר צִיֹּון אֲשֶׁר אָהֵֽב׃ 69 וַיִּבֶן כְּמֹו־רָמִים מִקְדָּשֹׁו כְּאֶרֶץ יְסָדָהּ לְעֹולָֽם׃ 70 וַיִּבְחַר בְּדָוִד עַבְדֹּו וַיִּקָּחֵהוּ מִֽמִּכְלְאֹת צֹֽאן׃ 71 מֵאַחַר עָלֹות הֱבִיאֹו לִרְעֹות בְּיַעֲקֹב עַמֹּו וּבְיִשְׂרָאֵל נַחֲלָתֹֽו׃ 72 וַיִּרְעֵם כְּתֹם לְבָבֹו וּבִתְבוּנֹות כַּפָּיו יַנְחֵֽם׃ |

### Comentarios sobre el texto hebreo
El versículo 4: Aquí los que insertaron las vocales masoréticas leen la palabra נְכַחֵד como imperfectum primera persona pluralis qal : «nos escondemos (no)». La Septuaginta y la mayoría de los comentarios leen el presente como perfectum nifal : "estaba oculto". No encaja bien en el contexto de que "nosotros" debamos ocultar algo a "los hijos de los padres".
El Versículo 6: La traducción griega presupone una cópula «y» ( και ) delante de «estar de pie». Esto resultará en un futuro explícito.
El Versículo 25: Aquí dice sobre «pan fuerte» ( caballero del pan ). Las traducciones de la Biblia antigua junto con la Sabiduría de Salomón 16:20 han traducido esto como pan de ángel, aunque esta comprensión de esto no ocurre de otra manera.

## División literaria del texto
El Salmo tiene partes claramente delimitadas con diferente enfoque. Los versículos 1-7 forman una introducción sobre las tradiciones que deben reanudarse. Los versículos 8-41 tratan de cómo los padres le exigieron a Yahvé que hiciera milagros, sin importarle sus mandamientos. Los versículos 42-55 tratan sobre cómo Israel fue salvado de Egipto y los versículos 56-64 tratan sobre cómo Yahweh castigó al pueblo en la tierra y los llevó al exilio (versículo 61). Los versículos 65-72 tratan sobre cómo el dios ahora ha rechazado al Reino del Norte (Efraín / José) y ha elegido a David como gobernante del Reino del Sur. El Rey David, que gobierna en nombre del Dios, se presenta como una muy buena institución.

## Fechando el texto

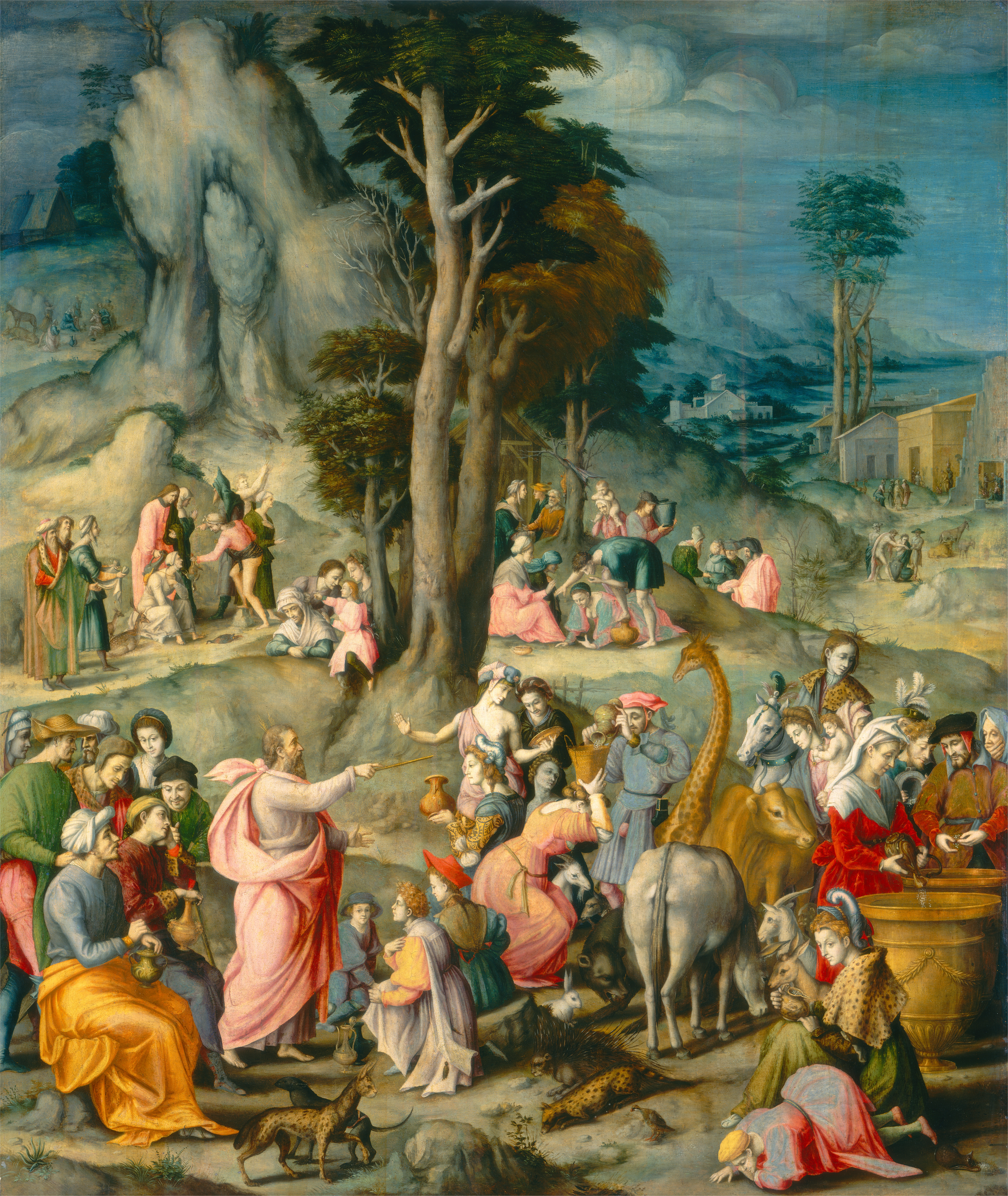
El Salmo 78 describe cómo los israelitas recibieron maná del cielo: pan poderoso o pan de ángel (versículo 25), pero continuaron quejándose. Pintura de Francesco Bacchiacca 1540-1555. Galería Nacional de Arte, Washington D. C., Estados Unidos.

Es posible imaginar el origen de todo este Salmo ya en el reinado de Ezequías 715-687 aC o 716 - 687 aC,  donde Samaria, la capital del Reino del Norte, había sido destruida recientemente (723 a C II Reyes ) y multitudes de israelitas se trasladaron al sur, instalándose en el reino del sur. Se sabe por los hallazgos arqueológicos que Jerusalén en poco tiempo se volvió de tres a cuatro veces más grande que antes en ese momento.  Entonces sería plausible entender esta presentación de la historia como una mezcla de tradiciones más antiguas que fueron interpretadas a la luz de la caída de Samaria. La atención se centró en cómo la apostasía del pueblo desde la antigüedad (versículos 8-41) se considera la apostasía de Efraín (el reino del norte) (versículo 9), mientras que el reino del sur, y especialmente el rey David, es inocente. (versículo 72). Un posible argumento para una datación tan tardía puede ser la conexión fáctica y lingüística con Nehemías 9: 6 y más allá, donde se describe una comprensión similar de la historia. En ese caso, se puede decir que las interpretaciones de la historia de este tipo son características de este período. Esta forma de juzgar el Reino del Norte también se puede encontrar en el Libro de Crónicas, que se considera que fueron escritas en un período muy tardío y con una visión similar de David.
Una minoría de eruditos sugiere una datación en la que al menos las capas básicas del salmo provienen del período inmediatamente posterior a la caída de Samaria.  argumentos a favor de esto son, entre otras cosas, que lo que se dice sobre la huida de Egipto hasta tal punto va a través de lo que se ha transmitido en los libros terminados de Moisés. En consecuencia, el Salmo 78 opera con fuentes distintas a los libros de Moisés. Ejemplos de esto pueden ser la referencia al lugar Zoan que se considera Tanis en Egipto. La descripción de las quejas de la gente en el versículo 19 no es similar a nada que se encuentra en Éxodo donde se representan estas escenas. Esto también puede deberse a que el autor eligió parafrasear en lugar de citar. No tenemos fuentes históricas para la destrucción de Silo (Salmo 78:60), ni del Antiguo Testamento ni externas, pero es posible suponer que sucedió en conexión con la destrucción de Samaria alrededor del 723. En ese caso, esto también puede ser un argumento en la dirección de una fecha prefijada del texto. Por otro lado, algunos de los escritores consideraron a Silo como el único santuario permitido, en el pasado (Josué 18: 1). Esta es probablemente una visión plausible en los últimos tiempos cuando uno daría legitimidad al ataúd, que luego se había mudado de Silo a Jerusalén, donde probablemente estuvo en el templo hasta la caída de Jerusalén en 586 (I Reyes 8: 8). En consecuencia, la referencia a Silo puede entenderse tanto en un contexto temprano como tardío.
Pero hoy en día es común contar el Salmo 78 entre los himnos muy tardíos que se han creado en un entorno consciente de la historia en los tiempos posteriores al exilio. En ese caso, se trata de cómo los judíos rechazaron a los samaritanos que exigían ser considerados verdaderos israelitas. El argumento era que el dios había rechazado hacía mucho tiempo el Reino del Norte (también llamado Efraín).  También hay ejemplos de idiomas que generalmente se consideran tardíos. Por ejemplo, el énfasis en la Torá (instrucción de la Torá ) también es una característica que generalmente se conoce como tardía. Este término se usa 25 veces en el Salmo 119, y por lo demás es una característica típica en los Salmos Salmo 1 y Salmo 19. En el Salmo 78 hay tres veces (en los versículos 1, 5 y 10). La palabra también se encuentra varias veces en el núcleo de Deuteronomio.(Capítulos 12 - 26) que generalmente se considera pre-exilio (antes del 586 aC) Vale la pena señalar que la palabra torá se usa aquí para referirse a las características más profundas del contexto en la historia. No se trata de la ley mosaica, sino de la ley histórica.

## Un desarrollo en capas del texto
Varios autores han tratado de mostrar cómo el Salmo 78 ha evolucionado en capas a partir de una raíz básica, que se ha extendido al larguísimo salmo que tenemos ahora. Hermann Spieckermann ha realizado uno de los intentos más influyentes de este tipo de capas en su libro Heilgegenwart.

## Versículo 2
Quiero abrir la boca para decir refranes,
Quiero decir un acertijo de la antigüedad.
Este versículo se cita en los capítulos 13: 34-35 del Evangelio de Mateo como un cumplimiento de lo que Jesús habló en parábolas.

## Descripción de las plagas de Egipto en el salmo
Según la descripción en el Libro del Éxodo, venció a Egipto en diez plagas. Sin embargo, tal como se describe en el relato del salmo en el salmo 78, los egipcios fueron golpeados solamente siete veces. Algunos creen que la mención de estos números tipológicos en el Libro del Éxodo, diez plagas y en los Salmos Salmo 8 y Salmo 5, siete plagas expresan plenitud. En la Biblia hay varias historias en las que hay un intercambio de números entre el siete y el diez. En Deuteronomio , capítulo VII , versículo por notas escritas siete extranjeros, mientras que en Génesis , capítulo 2 , versos XIX - cada historia del pacto notas escritas a las personas diez Así que en la. Materia existe en este repuesto el número de diez a siete en. Babilónico Talmud , Tractate celebración, página XII, página a dice "dijo el rabino : diez cosas que el mundo fue creado ..." y Fathers Derby dioLas Escrituras indican siete cosas según las cuales el mundo está: "En siete cosas Dios creó su mundo ..." Samuel Lionstam sostiene que dos tradiciones se comparan entre sí. La descripción que se da en los Salmos comienza con una plaga de sangre y, por tanto, con los nombres. Algunos creen que se trata de una antigua tradición que se ha arraigado. La plaga de sangre aterriza sobre los egipcios, la muerte y la sed que se insinúa en el contenido del salmo. Después de la descripción de la plaga de sangre en el salmo vienen sucesivamente la plaga del fiador y la plaga de las ranas. Los golpes que describen una enfermedad aparecen en un orden diferente al que se da en el Libro del Éxodo. El salmo describe el relato de la plaga que golpeó a un hombre y a una fauna. El salmo continúa describiendo el relato de esto, a diferencia de la Torá.. Es posible que esta tradición preceda a la tradición escrita en nombres que apenas se describen. La plaga de langostas en el salmo es la cuarta en número y su intensidad excede la de su predecesora. Tras este golpe viene el granizo en el que se manifiesta la destrucción del medio ambiente y continúa la destrucción ambiental provocada por la langosta. Luego viene la plaga de la cosa probablemente el granizo que daña al animal y luego el salmo termina con la plaga de la cosa que daña al hombre. Las tres fuentes terminan en una plaga de primogénitos .

### Plagas egipcias
Algunas de las plagas que Dios infligió a los egipcios están escritas en este salmo:
- Versículo 44: Él (Dios) convierte en la sangre de sus ríos y sus arroyos, para que no se puedan beber; [54]
- Versículo 45a: Los soltó con moscas que los devoraban, [55]
- Versículo 45b: y las ranas que los destruyeron; [55]
- Versículo 46: El da el producto de su tierra a los gusanos, y el fruto de su trabajo a las langostas; [56]
- Versículos 47-48: Mató sus viñas con granizo, y sus higueras con escarcha; Permitió que el granizo golpeara sus rebaños, y rayos que golpearan sus rebaños; [57]
- Versículo 49: Él libera sobre ellos su ira ardiente, rabia, ira y angustia, un ejército de ángeles que traen calamidad; Dejó que su ira ardiera, no impidió que sus almas murieran, entregó sus vidas a la pestilencia; [58]
- Versículo 51: Mató a todos los primogénitos en Egipto, su primera hazaña en los tabernáculos de Cam;[59]

Como se dijo, el número de plagas en los Salmos es siete. La tradición escrita en el Libro del Éxodo era equivalente a los diez artículos según los cuales Dios creó el mundo. Es posible que las diez plagas aparezcan en nombres que sean equivalentes a los Diez Mandamientos y marcaron la creación del pueblo. En los Salmos, el orden de las plagas varía de un salmo a otro. Es posible que en el número siete el autor de los Salmos exprese la importancia religiosa del número siete y lo contraponga a los siete días de la creación . Es posible que la numeración de las plagas en la poesía de los Salmos siete y diez de la Torá indique que el salmista conocía otras fuentes.

## Usos

### Judaísmo
- Este salmo se recita del tercer al sexto día de Pascua en algunas tradiciones.[62][63]
- Los versículos 36-37 se encuentran en el Fundamento del Arrepentimiento recitado en la víspera de Rosh Hashaná .[64][65]
- El versículo 38 (V'hu Rachum) es el primer versículo de un párrafo con el mismo nombre en Pesukei Dezimra, es el decimoséptimo versículo de Yehi Kivod en Pesukei Dezimra, es el primer verso del largo Tachanun recitado en lunes y jueves, se encuentra en Uva Letzion, y es uno de los dos versículos recitados al comienzo de Maariv .[66][67]
- El versículo 54 es parte del Capítulo 6 de Pirkei Avot , no. 10.[66][68]
- El versículo 61 es parte del largo Tachanun que se recita los lunes y jueves.[66][69]

### Nuevo Testamento
- El versículo 2 se cita en Mateo 13:35[70]
- El versículo 24 se cita en Juan 6:31[71][13]

### Catolicismo
El rezo de este salmo en la Liturgia de las horas se reserva para los tiempos de Adviento, Navidad, Cuaresma, ya que manifiesta con especial claridad la historia de la salvación del antiguo Testamento, como anticipo de lo que se realiza en el nuevo.